# Mycomya arethusa
Mycomya arethusa är en tvåvingeart som beskrevs av Coher 1952. Mycomya arethusa ingår i släktet Mycomya och familjen svampmyggor. Inga underarter finns listade i Catalogue of Life.